# هوراكان
هوراكان هو نادي كرة قدم أرجنتيني وهو نادي أساسي في الأرجنتين. ملعبه الرئيسي هو ملعب توماس أدولفو ديكو. يقع في مدينة بوينس آيرس، الأرجنتين. تأسس في 1 نوفمبر 1908، في حي جديد في بومباي. ويتكون لون قميص النادي من اللون الأبيض مع الأحمر.